# Ыджыд-Мичаю
Ыджыд-Мичаю (устар. Большая Мичаю) — река в России, протекает в Республике Коми. Устье реки находится в 85 км по левому берегу реки Чикшина. Длина реки составляет 28 км. 

## Этимология гидронима
От коми ыджыд мича ю «большая красивая река», где ыджыд «большой», мича «красивый», ю «река».

## Данные водного реестра
По данным государственного водного реестра России относится к Двинско-Печорскому бассейновому округу, водохозяйственный участок реки — Печора от водомерного поста у посёлка Шердино до впадения реки Уса, речной подбассейн реки — бассейны притоков Печоры до впадения Усы. Речной бассейн реки — Печора.
По данным геоинформационной системы водохозяйственного районирования территории РФ, подготовленной Федеральным агентством водных ресурсов:
- Код водного объекта в государственном водном реестре — 03050100212103000064167
- Код по гидрологической изученности (ГИ) — 103006416
- Код бассейна — 03.05.01.002
- Номер тома по ГИ — 03
- Выпуск по ГИ — 0